# زولیکا باژبوک-ملیکیان
زولیکا آلکساندری باژبوک-ملیکیان (ارمنی: Զուլեյկա Ալեքսանդրի Բաժբեուկ-Մելիքյան؛ زادهٔ ۱۶ اکتبر ۱۹۳۹) یک نقاش اهل ارمنستان است.

## فعالیت هنری
آثار وی در روز ۱۶ سپتامبر ۲۰۱۶ در کنار آثار پدرش آلکساندر باژبوک-ملیکیان به سه سرپرستی مارگاریتا خاچاتریان در نگارخانه ملی ارمستان به نمایش گذاشته شد. سبک نقاشی وی به صورت سنتی در آکادمی دولتی هنرهای تفلیس در گرجستان پیگیری می‌شود و حیاتی نو به هنرهای زیبای دهه ۱۹۷۰ به ارمغان آورد. سبک چند لایه و شاعرانه وی با روح تئاتری و عاشقانه تجسم شده‌است.

## نگارخانه

دو نسل. باژبوک-ملیکیان» نگارخانه ملی ارمنستان
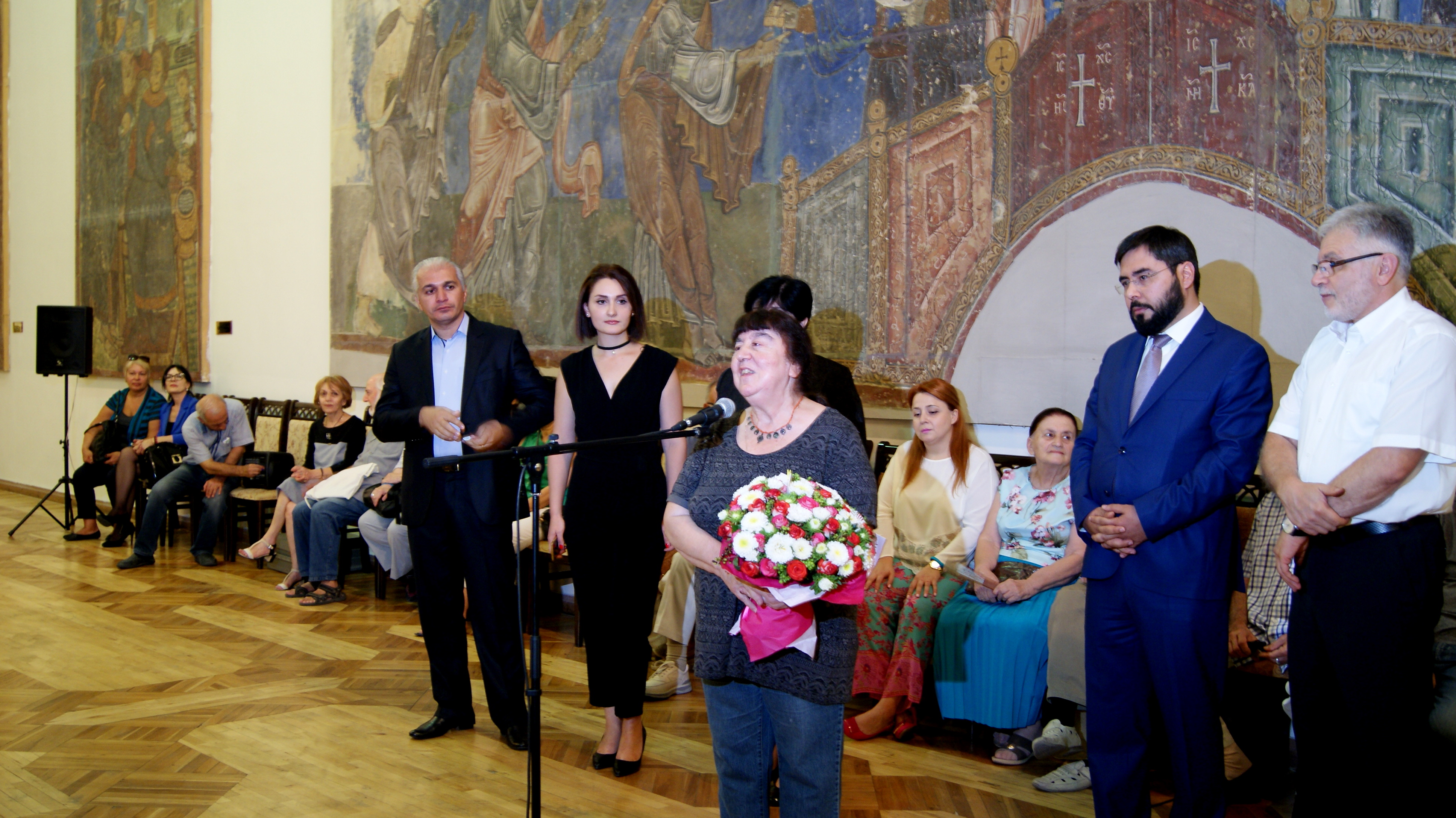
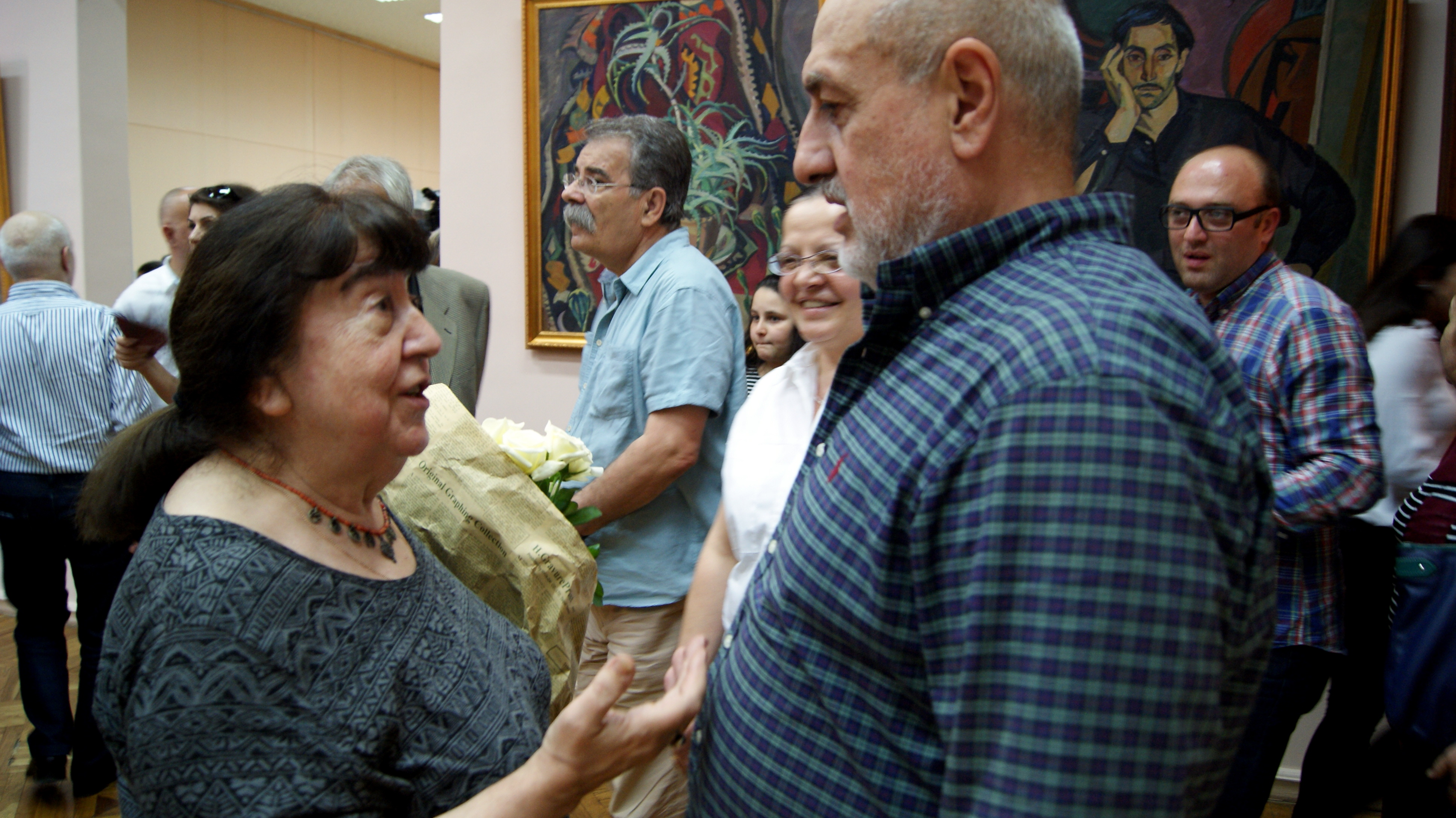
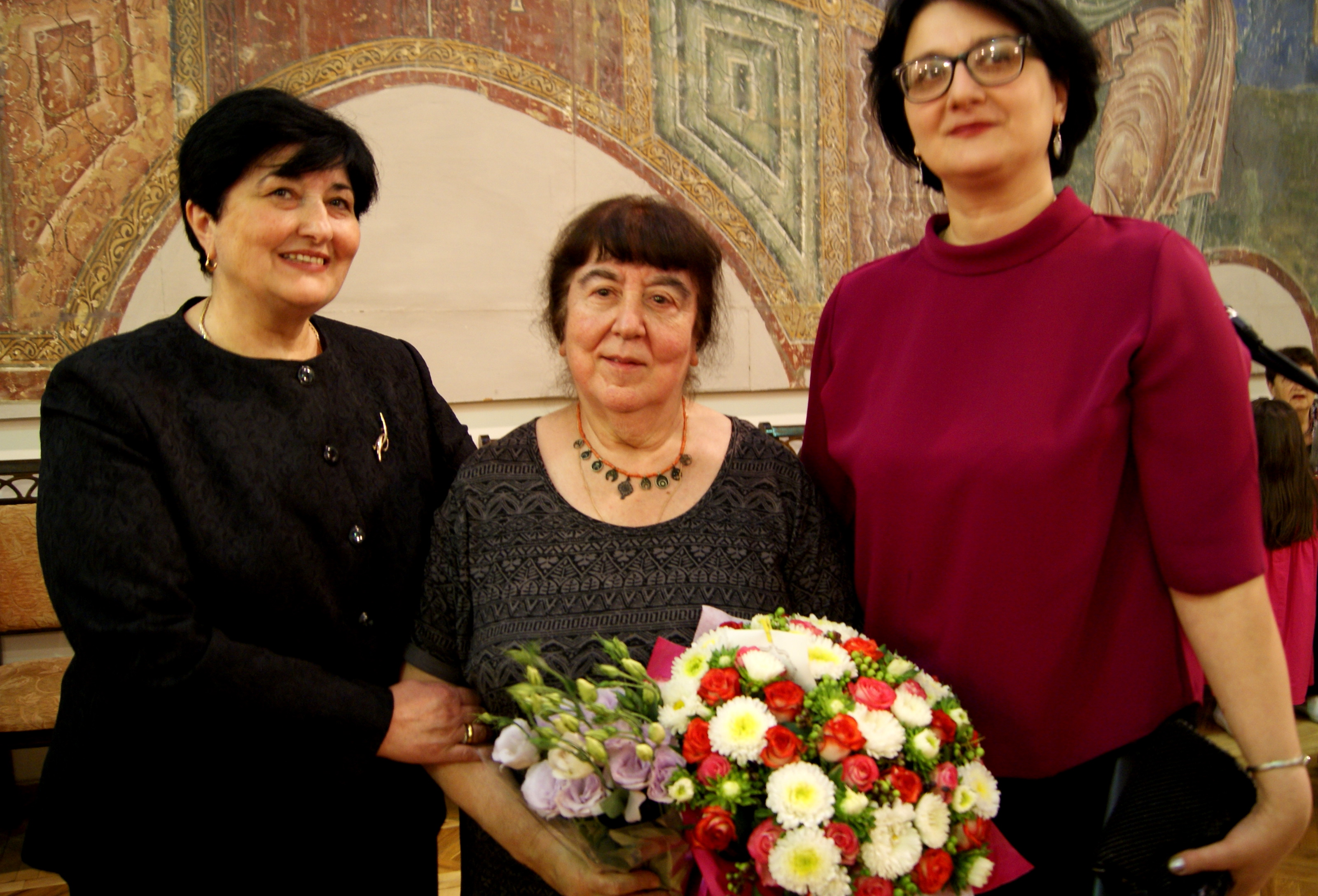
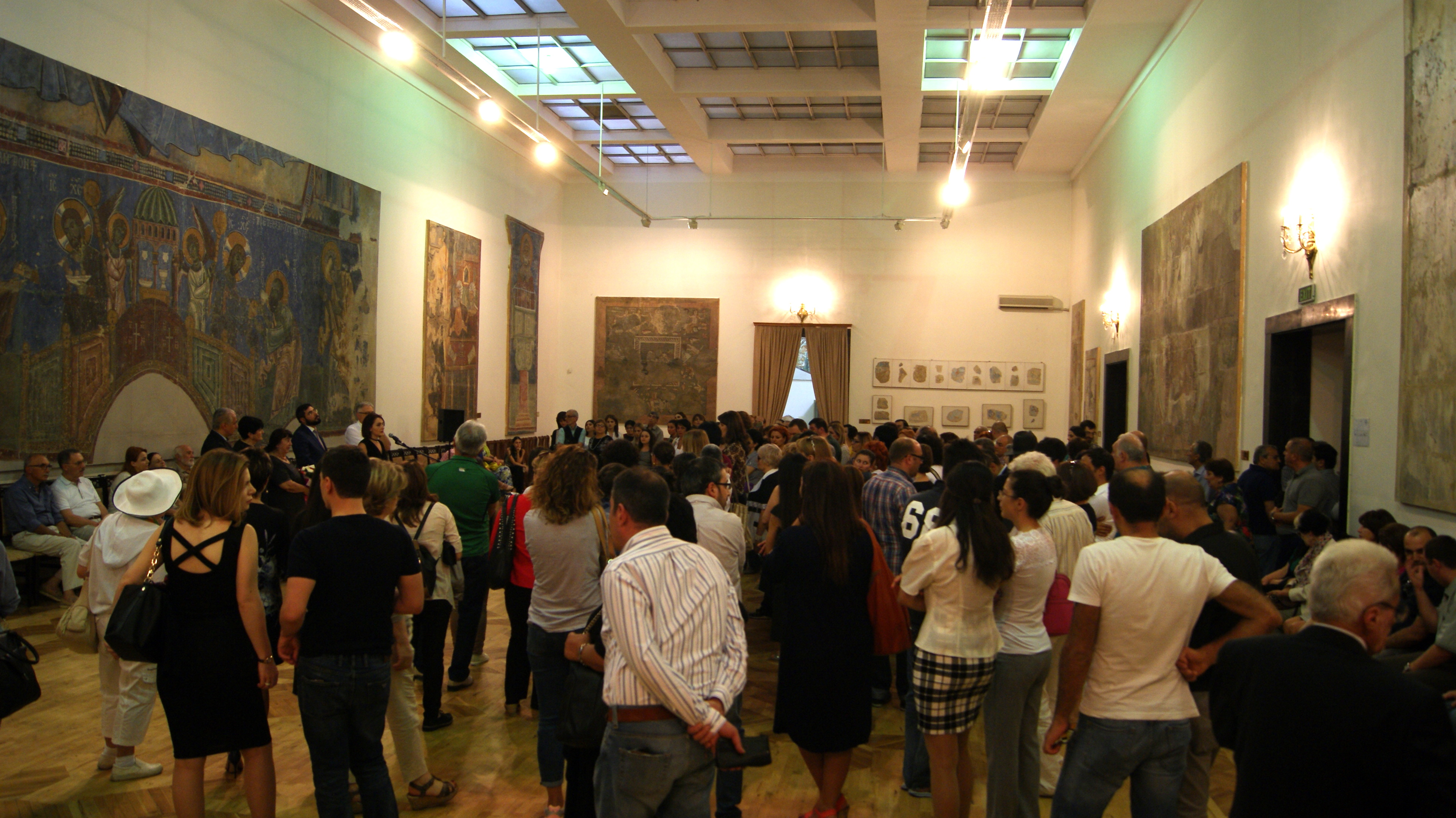
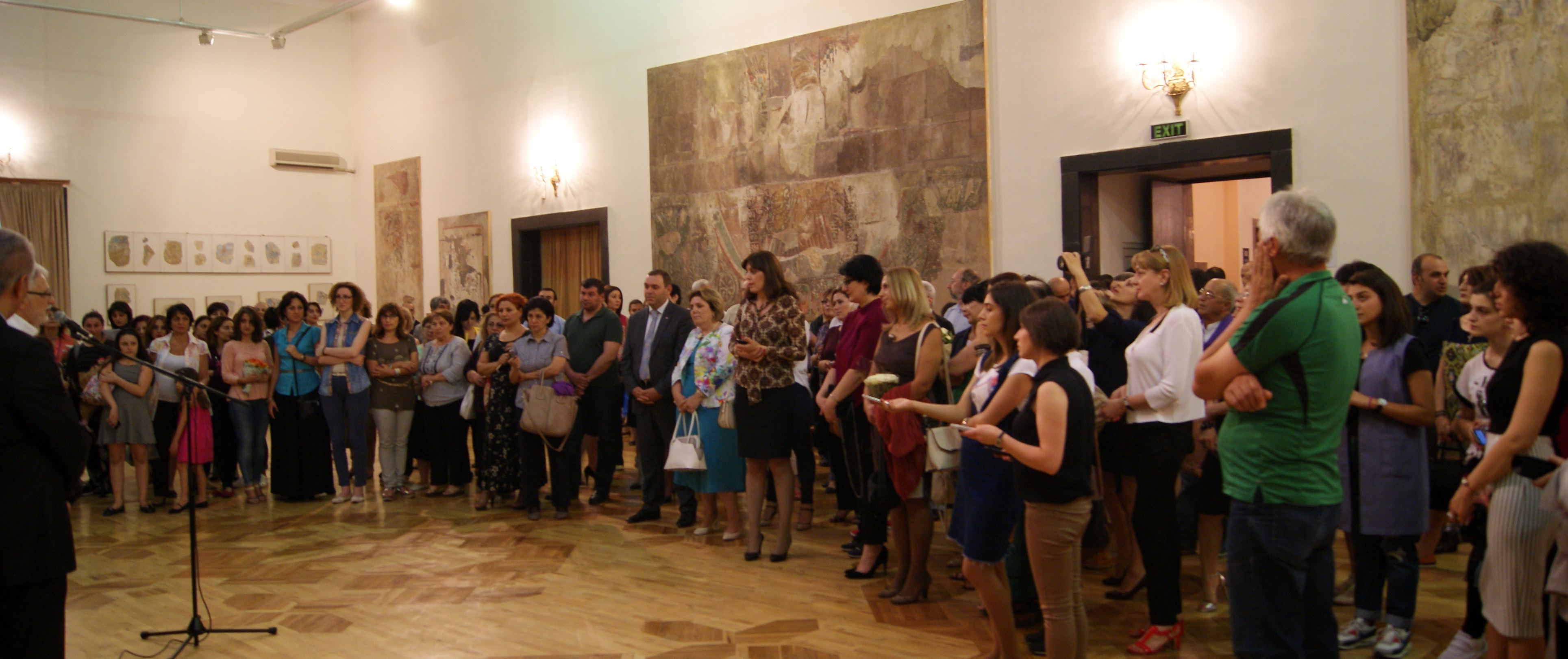

- دو نسل . باژبوک-ملیکیان» نگارخانه ملی ارمنستان